# Obrenovićové
Dynastie Obrenovićů (srbsky Обреновићи, Obrenovići) nebo jen Obrenovićové byla vládnoucí knížecí a později královskou dynastií v Srbsku v letech 1815–1903 s přestávkou v letech 1842–1858, kdy se vlády opět ujali konkurenční Karađorđevićové. Dynastie vládla v Srbsku až do roku 1903, kdy byla nepopulární královská rodina zavražděna a na trůn se vrátili Karađorđevićové.
Jelikož dnes již nežijí přímí mužští potomci, je rod po meči vymřelý, ale po přeslici (v ženské linii) žijí další potomci dynastie, např. současný pretendent černohorského trůnu princ Nikola Petrović-Njegoš.

## Dynastie Obrenovićů na srbském trůnu
Když v roce 1813 rozdrtily tři turecké armády devět let trvající povstání v srbském knížectví, donutily jeho vůdce Karađorđe Petroviće, který byl roku 1804 zvolen prvním srbským vládcem, uprchnout do Uherska. Represe janičárů v Srbsku však byly tak kruté a nesnesitelné, že v roce 1815 vyvolaly druhé srbské povstání pod vedením vojvody Miloše Obrenoviće. Srbové se marně domáhali slyšení na Vídeňském kongresu. Sultán Mahmut II. posléze roku 1815 uznal Miloše Obrenoviće za vrchního knížete a přiznal Srbsku částečnou vnitřní autonomii s tím, že 6 měst a 2 pevnosti zůstanou v tureckých rukou. Miloš Obrenović pak systematicky rozšiřoval srbskou autonomii i své osobní postavení a zavedl zcela despotický režim. Když se Karađorđe vrátil v roce 1817 z emigrace, kníže Miloš ho nechal popravit a jeho hlavu poslal sultánovi Mahmutovi II. do Cařihradu. To se stalo zárodkem nenávisti mezi dynastií Obrenovičů a Karađorđevićů. Téhož roku byl Miloš Obrenović prohlášen za dědičného knížete.

### Ztráta trůnu a návrat
Přízeň lidu, natož lásku lidu však Miloš Obrenovič na rozdíl od svého předchůdce a soka Karađorđe Petroviće nezískal. Nespokojenost přerostla v ozbrojený odpor a dne 13. června 1839 odešel Miloš do exilu. Jeho vládu vystřídal v roce 1839 syn Milan Obrenović II., který však vládl jen 26 dní a po něm Michal Obrenović III., který byl však v roce 1842 svržen a na trůn nastoupil syn Karađorđe Petroviće Alexandr Karađorđević. Ten však ztratil vládu ve prospěch Obrenovičů a na trůn se vrátil roku 1858 starý kníže Miloš Obrenović, který po dvou letech zemřel a opět nastoupil Michal Obrenović III:, kterému se jeho druhá vláda již poněkud více vydařila a stal se zřejmě nejpopulárnějším vládcem z dynastie Obrenovićů. Kníže Michal Obrenović III. však zahynul u Košutnjaku 29. května 1868, některé spekulace uvádějí, že jeho vraždu zařídil svržený Alexandr Karađorđević. Kníže Michal Obrenović III. byl zakladatelem Takovského řádu.

### Srbsko královstvím
Po smrti knížete Mihaila Obrenoviće v roce 1868 se knížetem stal Milan Obrenović IV., ještě jako nezletilý, od roku 1872 se definitivně ujal sám vlády. Milan vedl úspěšné války proti Turecku, vítězství bylo zakončeno berlínským mírem, kterým Srbsko rozšířilo území. 6. března 1882 bylo Srbsko prohlášeno královstvím a Milan se stal prvním králem Srbska jako Milan I. Obrenović.
V roce 1889 je však nucen abdikovat. Po něm nastoupil jeho syn Alexandr I. Obrenović. Počátek jeho vlády doprovázely jeho nápady vládnout autorativně a také sňatek s prostou vdovou, kterou byla Draga Mašínová. Krále v té době zaměstnávaly politické problémy v zemi. Měnil složení vlády podle svého uvážení. Kromě toho, že v hlavách mladých důstojníků se rodily myšlenky na spiknutí, první veřejný protest proti královi Aleksandrovi a královně Draze se uskutečnil 23. března 1902, kdy do ulic vyšli socialisté Dimitrije Tucoviće a Ljubomira Jovanoviće, protože vláda Dimitrije Cincar-Markoviće zakázala marxistické seskupení. Demonstranti přišli do Terazije, kde chtěli obsadit královský dům. Došlo ke střetu s četnictvem, který si vyžádal dvě oběti mezi protestujícími. Královna Draga začala být nespokojená. Navrhla královi, že odejde z jeho života, aby se mohl oženit se ženou, která mu porodí dědice, ale král s takovým návrhem nesouhlasil a chtěl, aby Draga zůstala s ním.

### Svržení Obrenovićů z trůnu
Jelikož manželka černohorského prince Mirka Dimitriho byla vnučkou Alexaxdra Konstantinoviće a jeho ženy, srbské královny Anky Obrenovićové, bylo ustanoveno srbskou vládou, že se Mirko stane srbským korunním princem, protože manželství Alexandra Obrenoviće a jeho ženy Dragy zůstávalo bezdětné.
Z obecného hnutí odporu se zformovala organizovaná skupina, která naplánovala atentát na panovnický pár. V roce 1903 byla tedy v Srbském království krvavým pučem sesazena a vyvražděna nepopulární královská dynastie Obrenovičů v čele s králem Alexandrem I. Obrenovićem, upřednostňující prorakouskou politiku, a k moci se dostal rod Karađorđevićů, který zaujímal protirakouské pozice. Karađorđevićové měli zřejmě zásluhu na vyvraždění Obrenovićů, které provedla organizace Černá ruka.
Po atentátu na Alexandra a Dragu ztratil Mirko šanci pro nástup na srbský trůn, ovšem v roce 1911 se stal členem společnosti Černá ruka, která usilovala o sjednocení Srbů na Balkáně, ale předtím zabila srbského krále Alexandra I. a jeho ženu Dragu.

## Panovníci z dynastie Obrenovićů

### Srbská knížata
Číslování srbských knížat vyjadřovalo kolikátý panovník z příslušného rodu (Obrenovićů) vládl, tím se značně liší od běžné evropském praxe, která byla přejata až pro číslování králů.
- Miloš Obrenović I. – (1815–1839), první vláda, vůdce druhého srbského povstání, zakladatel dynastie Obrenovićů, abdikoval
- Milan Obrenović II. – (1839–1839), vládl pouze 26 dní
- Michal Obrenović III. – (1839–1842), první vláda, byl svržen

(1842–1858) – vláda dynastie Karađorđevićů
- Miloš Obrenović I. – (1858–1860), druhá vláda
- Michal Obrenović III. – (1860–1868), druhá vláda, byl zavražděn
- Milan Obrenović IV. – (1868–1882), v roce 1882 prohlásil Srbsko královstvím a sebe králem Milanem I.

### Srbští králové
- Milan I. Obrenović – (1882–1889), v roce 1882 prohlásil Srbsko královstvím a sebe králem Milanem I.
- Alexandr I. Obrenović – (1889–1903), svržen a spolu s rodinou zavražděn

## Rodokmen
- Todor Michailović († 1802)
  -  Miloš Obrenović I. (1780–1860)
    -  Milan Obrenović II. (1819–1839)
    -  Michal Obrenović III. (1823–1868)

  - Jevrem Obrenović (1790–1856)
    - Miloš Obrenović (1829–1861)
      -  Milan I. Obrenović (1854–1901)
        -  Alexandr I. Obrenović (1876–1903), vymřel jím rod

    - Anka Obrenović (1821–1868)
      - Alexander Konstantinović († 1914)
        - Natálie Konstantinović (1882–1950)
          - Michael Petrović-Njegoš (1908–1986)
            - Nikola II. Petrović-Njegoš (* 1944)

## Další členové a příbuzní rodu Obrenovićů
- Marie Obrenović – matka Milana Obrenoviće IV.
- Natálie Obrenović – manželka Milana Obrenoviće IV.
- Draga Mašínová – manželka krále Alexandra I.
- Mirko Dimitri Černohorský – černohorský princ a srbský korunní princ do r. 1903, manžel Natálie Konstantinović
- Nikola II. Petrović-Njegoš – současný pretendent černohorského trůnu, po přeslici potomek a dědic nároků dynastie Obrenovićů